# Antipodalbatross
Antipodalbatross (Diomedea antipodensis) är en fågel i familjen albatrosser inom ordningen stormfåglar.

## Utseende
Antipodalbatrossen är liksom sina nära släktingar tristanalbatross, amsterdamalbatross och vandringsalbatross en mycket stor fågel med en kroppslängd på hela 110–117 cm. Häckande honor har chokladbrun ovansida med vit marmorering på ryggen, vitt på ansikte, strupe, nedre delen av bröstest och buken, och bruna undre stjärttäckare. Undersidan av vingen är vit med svart spets. Honor av nominatformen (antipodensis, se nedan) har brunt bröstband.
Häckande hanar är vitare än honor men aldrig så vita som den vitaste vandringsalbatrossen. Näbben är rosa. Hanar av underarten antipodensis har mörkare hjässa och stjärt och mindre vitt på skuldran än gibsoni.
Vandringsalbatrossen är tydligt större men går i övrigt möjligen inte att skilja från antipodalbatrossen i fält. Jämfört med amsterdamalbatrossen saknar antipodalbatrossen mörka teckningar på näbben.

## Utbredning och systematik
Antipodalbatross delas in i två underarter med följande utbredning:
- Diomedea antipodensis antipodensis – häckar på Antipodöarna och Campbellöarna
- Diomedea antipodensis gibsoni – häckar på Aucklandöarna

Ett par häckade även 2004 på Pitt Island i Chathamöarna. Studier visar att fåglar från Aucklandöarna rör sig mestadels väster om Nya Zeeland i Tasmanska havet och söder om Australöarna, medan de på Antipodöarna födosöker öster om Nya Zeeland i södra Stilla havet, så långt bort som till Chile.
Antipodalbatrossen betraktades tidigare vanligen som underart till vandringsalbatross (D. exulans), men urskiljs allt oftare som egen art.

## Status
Antipodalbatrossen tros minska mycket kraftigt i antal och internationella naturvårdsunionen IUCN kategoriserar den därför som starkt hotad. Världspopulationen uppskattas till 50 000 vuxna individer.